# Westbourne (mansión)
Westbourne, también conocida como Pinehurst, es una casa histórica ubicada en la ciudad de Richmond, la capital del estado de Virginia (Estados Unidos). Fue incluida en el Registro Nacional de Lugares Históricos en 2000.

## Descripción e historia
La casa fue diseñada por el arquitecto W. Duncan Lee en 1915 y construida en 1919. Fue construida originalmente para Abram L. McClellan, un rico hombre de negocios y desarrollador inmobiliario. Se llamó Pinehurst hasta 1938, pero fue rebautizada como Westbourne por su segundo propietario, Douglass Southall Freeman, editor del diario The Richmond News Leader.
Es una vivienda de ladrillo de estilo neogeorgiano de 2 1/2 pisos que consta de un bloque central simétrico flanqueado por alas de ladrillo de dos pisos y cubierto con un techo de pizarra a cuatro aguas. Presenta un pórtico de orden corintio tetrástilo que ocupa los tramos centrales del costado norte. La propiedad incluía amplios jardines diseñados por el arquitecto paisajista Charles F. Gillette.